# Ducula perspicillata
Ducula perspicillata е вид птица от семейство Гълъбови (Columbidae).

## Разпространение
Видът е разпространен в Индонезия.